# Александрівка (Камишинський район)
Александрівка (рос. Александровка) — село у Камишинському районі Волгоградської області Російської Федерації.
Населення становить 21  особу. Входить до складу муніципального утворення Уметовське сільське поселення.

## Історія
Село розташоване у межах українського історичного та культурного регіону Жовтий Клин.
Село засноване 1853 року.
Згідно із законом від 5 березня 2005 року № 1022-ОД органом місцевого самоврядування є Уметовське сільське поселення.

## Населення
| 1859 | 1886 | 1911 | 1920 | 1922 | 1926 | 1931 |
| ---- | ---- | ---- | ---- | ---- | ---- | ---- |
| 213  | ↗445 | ↗536 | ↗758 | ↘703 | ↗723 | ↗855 |
| 2010 |      |      |      |      |      |      |
| ↘21  |      |      |      |      |      |      |